# Afroedura tirasensis
Afroedura tirasensis — вид геконоподібних ящірок родини геконових (Gekkonidae). Ендемік Намібії.

## Поширення і екологія
Afroedura tirasensis відомі з одного району в горах Тірас у регіоні Карас. Вони живуть серед скельних виступів в сухій савані. Зустрічаються на висоті 1500 м над рівнем моря.